# Ругинце (община Старо Нагоричане)
Вижте пояснителната страница за други значения на Ругинце.
Ругинце или Ругинци (на македонска литературна норма: Руѓинце; на албански: Rugjinci, Ругинци) е село в Северна Македония, в община Старо Нагоричане.

## География
Селото е разположено в областта Средорек на пътя Кюстендил - Куманово.

## История
Църквата „Света Петка“ е от 1894 година.
Цялото християнско население на селото е под върховенството на Българската екзархия. По данни на секретаря на екзархията Димитър Мишев („La Macédoine et sa Population Chrétienne“) в 1905 година в Ругинци има 520 българи екзархисти и функционира българско училище. Според секретен доклад на българското консулство в Скопие всичките 65 къщи в селото през 1906 година под натиска на сръбската пропаганда в Македония признават Цариградската патриаршия.
В учебната 1907/1908 година според Йован Хадживасилевич в селото има патриаршистко училище.
По време на Първата световна война Ругинци има 437 жители.
Според преброяването от 2002 година селото има 75 жители, всички северномакедонци.

## Личности
Родени в Ругинце
- Яне (1884 – ?), български революционер от ВМОРО, четник на Петър Апостолов[7]

Починали в Ругинце
- Кръстю Савов Яранов, български военен деец, подпоручик, загинал през Втората световна война[8]
- Тодор Стоянчов Тимев, български военен деец, подпоручик, загинал през Втората световна война[9]